# Glacera de Godwin-Austen
La Glacera de Godwin-Austen és una glacera del Karakoram, al territori de Gilgit-Baltistan al Caixmir pakistanès. Neix al pic K2 (8.611 m) i baixa deixant el Broad Peak (8.047 m), al seu final, a la banda est. El punt de confluència d'aquesta glacera amb la glacera de Baltoro s'anomena Concòrdia i és una destinació molt popular de l'alpinisme mundial, amb vistes a quatre del cinc vuit-mils de la regió.
A la glacera s'hi arriba a partir del poble balti d'Skardo pujant per la glacera de Baltoro, o bé des de la vall d'Huixe pujant per la glacera i el coll de Gondogoro. Rep el seu nom d'Henry Haversham Godwin-Austen, un dels primers exploradors occidentals de la regió. El pic K2 era anomenat al principi Mont Godwin-Austin en el seu honor.

## Enllaços externs

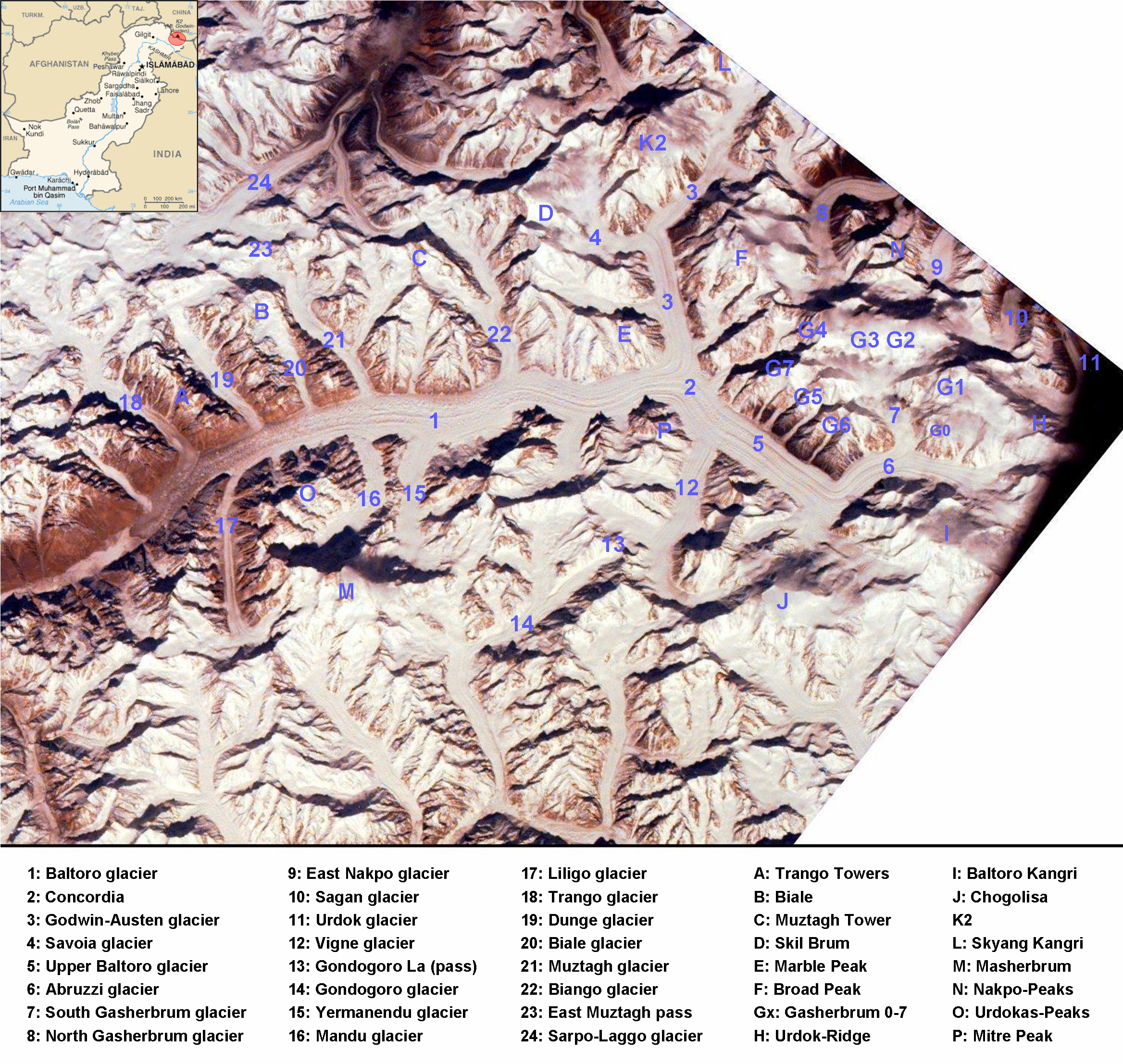
Vista de satèl·lit de la regió del Baltoro (el Godwin-Austen és marcat amb el número 3).